# Svetlana Biryukova
Svetlana Biryukova (née Denyaeva le 1er avril 1991) est une athlète russe, spécialiste du saut en longueur. 

## Biographie
En début de saison 2014, elle améliore de 22 cm son record personnel en salle en atteignant à deux reprises la marque de 6,98 m à Moscou, puis à Volgograd. Elle remporte par la suite son premier titre national en salle avec un saut à 6,67 m.

### Records
| Épreuve          | Épreuve   | Performance | Lieu             | Date                            |
| ---------------- | --------- | ----------- | ---------------- | ------------------------------- |
| Saut en longueur | Plein air | 6,72 m      | Moscou           | 13 mai 2012                     |
| Saut en longueur | Salle     | 6,98 m      | Moscou Volgograd | 12 janvier 2014 25 janvier 2014 |